# 만주국 법원

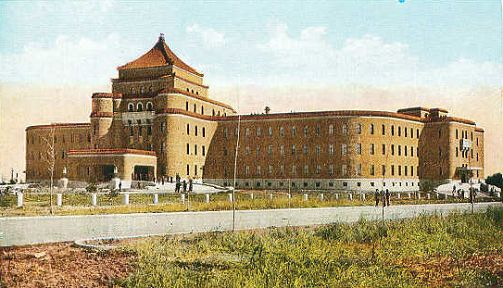
신징종합법아(新京综合法衙, 만주국최고법원, 최고검찰청 및 신징고등법원, 고등검찰청 소재)

만주국 법원(满洲国法院)은 만주국의 사법기관이다.

## 개요
법원은 조직법 제6조의 '황제는 법률에 근거하여 법원을 설치하고 사법권을 집행한다.'규정에 의해 설치되었다. 일본의 재판소 구성법을 모방하여 최고법원, 고등법원, 지방법원, 구법원으로 구성되어 4급3심제로 시행되었다. 법관은 법령에 의하여 신분이 보증된다고 규정되었다. 검찰은 각 법원에 대응하여 각각 최고검찰청, 고등검찰청, 지방검찰청, 구검찰청이 설치되었다.

## 조직
1936년(강덕 3년) 6월
- 최고법원
  - 지린고등법원(吉林高等法院)
    - 신징지방법원(新京地方法院)
    - 지린지방법원(吉林地方法院)
    - 옌지지방법원(延吉地方法院)

  - 펑텐고등법원(奉天高等法院)
    - 펑텐지방법원(奉天地方法院)
    - 랴오양지방법원(辽阳地方法院)
    - 푸순지방법원(抚顺地方法院)
    - 톄링지방법원(铁岭地方法院)
    - 카이위안지방법원(开原地方法院)
    - 잉커우지방법원(营口地方法院)
    - 시안지방법원(西安地方法院)
    - 푸셴지방법원(复县地方法院)
    - 하이룽지방법원(海龙地方法院)
    - 랴오위안지방법원(辽源地方法院)
    - 둥안지방법원(安东地方法院)
    - 퉁화지방법원(通化地方法院)

  - 하얼빈고등법원(哈尔滨高等法院)
    - 하얼빈지방법원(哈尔滨地方法院)
    - 후란지방법원(呼兰地方法院)
    - 쑤이화지방법원(绥化地方法院)
    - 하이런지방법원(海伦地方法院)
    - 이란지방법원(依兰地方法院)

  - 진저우고등법원(锦州高等法院)
    - 진저우지방법원(锦州地方法院)
    - 청더지방법원(承德地方法院)

  - 치치하얼고등법원(齐齐哈尔高等法院)
    - 치치하얼고등법원(齐齐哈尔地方法院)
    - 바이추안지방법원(拜泉地方法院)
    - 타오난지방법원(洮南地方法院)

## 역대 최고법원원장
1. 린치(林棨, 1932년 3월 9일 ~ 1939년 12월 18일)
2. 이노 에이이치(井野英一, 1939년 12월 18일 ~ 1942년 5월 15일)
3. 러우쉐첸(娄学谦, 1942년 5월 15일 ~ 1945년 8월 18일)

## 역대 최고검찰청장
1. 리판(李槃, 1932년 3월 9일 ~ 1939년 12월 18일)
2. 쉬웨이신(徐维新, 1939년 12월 18일 ~ 1945년 8월 18일)